# Territorialzone

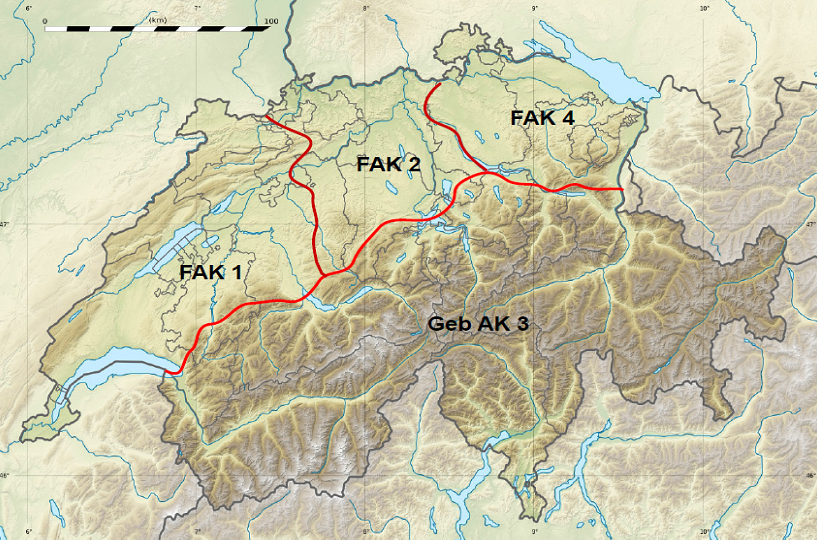
Räume der Armeekorps und Territorialzonen

Die Territorialzone (Militärische Abkürzung: Ter Zo) war eine Organisationseinheit («Grosser Verband») des Territorialdienstes der Schweizer Armee, die mit der Truppenführung 1969 (TF69) entstand. Die Territorialzone wurde 1995 zur Territorialdivision und 2004 zur Territorialregion umbenannt. 2018 erfolgte die Rückbenennung in Territorialdivision.

## Vorgeschichte
Der Territorialdienst (Ter D) entstand 1887 als Territorialwesen (acht Territorialkreise) mit einem Dienstleistungs- und Kampfauftrag durch eine Verordnung des Bundesrates. 1912 erhielt der Territorialdienst zusätzlich die Aufgabe, die Mobilmachung und den Aufmarsch der Armee vorzubereiten und zu sichern. Die zwei Hauptaufgaben Dienstleistungs- und Kampfauftrag blieben bis zum Ende des Zweiten Weltkrieges bestehen.
Die Territorialzonen entstanden mit der Truppenordnung 1936 (TO 36/38), traten am 1. Januar 1939 in Kraft und bildeten die Grundlage für die Schweizer Armee im Zweiten Weltkrieg. Die neu geschaffenen Grenzbrigaden übernahmen die Aufgabe, die Landesgrenze und die Mobilmachung der Feldarmee zu sichern. Der Territorialdienst auf die Ortsverteidigung. Die Abschnittsgrenzen der 13 neuen Territorialkreise wurden von den Kantonsgrenzen gelöst und den militärischen Abschnittsgrenzen angepasst.
Mit dem Bezug des Reduit ab Juli 1940 verschob sich die Aufgabe des Territorialdienstes wieder vom Rückwärtigen Dienst vermehrt zur Ortsverteidigung und er wurde deshalb der Armeegruppe Front unterstellt. Die veränderte Kriegstechnik nach 1945, bei der Krieg überall stattfindet, führte zur Beschränkung des Kampfauftrages auf die Ortsverteidigung, während der Dienstleistungsauftrag zur umfassenden Logistik wurde. 1947 wurde eine vierstufige Hierarchie geschaffen: (vier) Territorialzonen, -kreise, -regionen und lokale Territorialkommandanten.
Mit der Truppenordnung 1961 (TO 61) wurden die bisherigen vier Territorialzonen in sechs Territorialbrigaden verwandelt und den Korpskommandanten unterstellt. 1967 wurden die Ortswehren aufgelöst.

## Territorialzonen
Das 1969 gesetzlich verankerte Gesamtverteidigungskonzept führte zur Neuorganisation des Territorialdienstes und zur Anpassung der Abschnittsgrenzen an den Raum der Armeekorps und den Kantons- und Sprachgrenzen. Die sechs Territorialbrigaden wurden in sechs Territorialzonen umbenannt und als neue Heereseinheit den Armeekorps unterstellt. Die vierstufige hierarchische Ordnung mit den Territorial Kommandos pro Zone, Kreis, Region, Gemeinde wurde beibehalten. Auf der Stufe Kreis entsprach die militärische Gliederung (Ter Kr) der zivilen Organisation (Kanton).

### Territorialzone 1
Die Territorialzone 1 umfasste die zweisprachigen Kantone Bern und Freiburg sowie die französischsprechenden Kantone Waadt, Neuenburg und Genf und war dem Feldarmeekorps 1 unterstellt.

### Territorialzone 2
Die Territorialzone 2 umfasste die Halbkantone Basel-Stadt (Kreis 21) und Basel-Landschaft (Kreis 21) sowie die Kantone Solothurn, Aargau und Luzern und war dem Feldarmeekorps 2 unterstellt. Sie gliederte sich in vier Territorialkreise (je einen pro Kanton) und das Stadtkommando Basel 211. Dazu gehörten 3 Luftschutzregimenter, 2 Spitalregimenter, 2 Versorgungsregimenter, 2 Betreuungsabteilungen, 1 Motortransportabteilung sowie das Stabsbataillon der Ter Zo 2. Insgesamt waren rund 25 000 Wehrpflichtige eingeteilt.

### Territorialzone 4
Die Kantone Zürich, Schaffhausen, Appenzell Ausserrhoden und Innerrhoden, St. Gallen und Thurgau gehörten zur Territorialzone 4, die dem Feldarmeekorps 4 unterstellt war. Das Gebiet der bisherigen Territorialbrigade 4 wurde mit dem Raum von Sargans erweitert.

### Territorialzone 9
Im Alpenraum gab es die drei Territorialzonen 9, 10 und 12, die dem Gebirgsarmeekorps 3 unterstellt waren. Die Territorialzone 9 mit den Kantonen Uri, Schwyz, Obwalden und Nidwalden, Glarus, Zug und Tessin wurde im Westen von der Ter Zo 10 und im Osten von der Ter Zo 12 flankiert.

### Territorialzone 10
Die Territorialzone 10 umfasste das Gebiet des Kantons Wallis und entsprach einem einzelnen Territorialkreis.

### Territorialzone 12
Die Territorialzone 12 umfasste das Gebiet des Kantons Graubünden und entsprach einem einzelnen Territorialkreis.

## Armee 95 und XXI
Mit der Armee 95 wurden die Territorialzonen in Territorialdivisionen umbenannt und die Territorialkreise aufgehoben. Pro Kanton wurde ein Territorialregiment geschaffen, welches je nach Kantonsgrösse aus einem oder mehreren Territorialinfanteriebataillonen bestand.
Die Armee XXI brachte 2004 eine Veränderung der gesamten Armeestruktur. Die Armeekorps wurden aufgehoben, die Führung in einem Führungsstab im Armeekommando zentralisiert. Die Territorialdivisionen wurden in Territorialregionen umbenannt und die kantonalen Territorialregimenter mit der Schutzinfanterie aufgelöst.